# Парадокс теплообмена

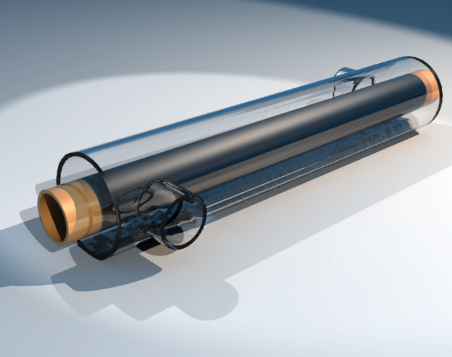
Простейший теплообменник типа «труба в трубе»

Парадокс теплообмена — неожиданное с обыденной точки зрения явление в термодинамике, заключается в том, что при использовании теплообменника можно получить парадоксальный эффект и нагреваемое вещество будет иметь температуру выше, чем вещество от которого было отобрано тепло, и это без энергозатрат извне.

## История
Указанный парадокс приводится в книге В. Н. Ланге в качестве задачи по молекулярной физике и теплоте. Там же приводится решение данного парадокса. Сущность решения заключается в том, что от нагреваемой жидкости отделяется небольшая часть и приводится в тепловой контакт с охлаждаемой жидкостью. После наступления теплового баланса между этой частью и охлаждаемой жидкостью, она опять отсоединяется и помещается отдельно. Затем следующая часть отделяется от нагреваемой жидкости и вступает в тепловой контакт с охлаждаемой жидкостью (уже немного охлаждённой на предыдущем этапе). И снова, после наступления теплового баланса, эта часть нагреваемой жидкости отделяется и помещается вместе с предыдущей частью. В результате такого теплообмена «по частям» конечная температура нагреваемой жидкости будет выше конечной температуры охлаждаемой жидкости.

Другие вариации данного парадокса включены в «золотой фонд» элементарной физики .

## Применение
Данное явление нашло широкое применение в теплотехнике, в частности при создании и использовании теплообменников. Впервые данный эффект в 1857 году Вильгельм Сименс использовал в своём поршневом детандере (хотя и не очень удачно), что было существенным вкладом в общее развитие низкотемпературной техники. Позже Пётр Капица использовал теплообмен во встречных потоках в криогенной установке, в которой эффективность теплообменника достигала 92 %.